# Чаговец, Всеволод Андреевич
Всеволод Андреевич Чаговец (17 февраля 1877 — 20 ноября 1950) — украинский театровед, театральный критик и либреттист.
Окончил Киевскую 4-ю гимназию (1896) и историко-филологический факультет Университета Св. Владимира (1900). С 1900 года — театральный критик, сотрудник газеты «Киевская мысль», в советскую эпоху — сотрудник ряда украинских газет.
На рубеже XIX—XX веков занимался вопросами биографии Николая Гоголя, много встречался с его родственниками; доктор филологических наук В. А. Воропаев называет его «наиболее авторитетным специалистом начала XX века по семейным делам Гоголя».
Инсценировал для драматического театра «Тараса Бульбу» Гоголя, книги Максима Горького «Детство» и «Мать». Автор оригинальной пьесы «Дойна», либретто к балетам Константина Данькевича «Лилея» и Анатолия Свечникова «Маруся Богуславка».
Много выступал как театральный рецензент. Автор очерков о жизни и творчестве Николая Лысенко, Марии Заньковецкой, Панаса Саксаганского, Ивана Паторжинского и других видных деятелей украинского театра. Посмертно издан сборник очерков и мемуаров «Жизнь и сцена» (укр. Життя і сцена; Киев, 1956).
Награждён медалью «За трудовую доблесть» (1945).